# Колумбет, Леонид Фёдорович
Леони́д Фёдорович Колумбе́т (14 октября 1937 — 2 мая 1983) — советский велогонщик, призёр Олимпийских игр, чемпион мира. Мастер спорта СССР (1955). Лучший в истории советского велосипедного спорта мастер гонок преследования.
Младший брат спортсмена-олимпийца Николая Колумбета. Отец Геннадия Колумбета мастера спорта в спринте, участника первого юниорского чемпионата мира по велосипедному спорту 1975 года в Лозанне, Швейцария.

## Биография
Родился в 1937 году в селе Гореничи Киевской области.
Становился чемпионом СССР в 1957 и 1958 годах в командной гонке преследования. Также выиграл бронзовую медаль на чемпионате СССР 1956 года. Выступал за общество «Спартак» (Киев).
В 1960 году завоевал бронзовую медаль Олимпийских игр в Риме в командной гонке преследования. Завоёвывал медали на трёх подряд чемпионатах мира в командной гонке преследования: золотую в 1963, бронзовую в 1962 и 1964. В 1964 году принял участие в Олимпийских играх в Токио (та же дисциплина), но медалей не завоевал, став 5-м.
В 1976—1980 годах работал тренером — консультантом национальных сборных команд (трек, шоссе) по велоспорту Республики Куба.
Интересное: команде в составе Леонида Колумбета, Николая Колумбета, Владимира Митина, Юрия Красикова принадлежит рекорд УССР в командной гонке преследования на треке (1957 год) который не был побит в течение трёх десятилетий.

## Награды
- Медаль «За трудовое отличие» (16.09.1960) — за успешные выступления в XVII летних и VIII зимних Олимпийских играх 1960 года, а также за выдающиеся спортивные достижения[3]